# 奥尔南河畔讷维尔
奧爾南河畔讷维尔（法語：Neuville-sur-Ornain，法語發音：[nøvil syʁ ɔʁnɛ̃]）是法国默兹省的一个市镇，位于该省西部，奥尔南河右岸，属于巴勒迪克区。

## 地理
奥尔南河畔讷维尔（48°49'21"N, 5°2'47"E）面积11.66 平方千米，位于法国大東部大區默兹省，该省份为法国西北部内陆省份，北与比利时接壤，西接马恩省和阿登省，南至上马恩省和孚日省，东临默尔特-摩泽尔省。
与奥尔南河畔讷维尔接壤的市镇（或旧市镇、城区）包括：莱蒙、瓦勒多尔南、奥尔南河畔勒维尼、瓦桑库尔。
奥尔南河畔讷维尔的时区为UTC+01:00、UTC+02:00（夏令时）。

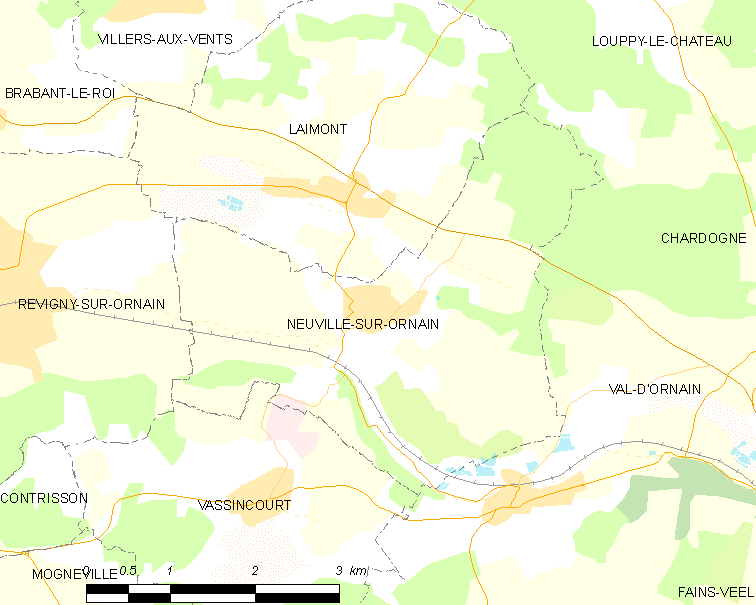
奥尔南河畔讷维尔的OSM定位图

## 行政
奥尔南河畔讷维尔的邮政编码为55800，INSEE市镇编码为55382。

## 政治
奥尔南河畔讷维尔所属的省级选区为奥尔南河畔勒维尼县。

## 交通
默兹省省道D122线和D122D线在镇中心交汇，此外省道D994线从东北部过境。
巴黎－斯特拉斯堡铁路经过境内并曾设有车站，现已关闭。

## 人口

1962-2008年间奥尔南河畔讷维尔人口变化图示

奥尔南河畔讷维尔于2022年1月1日时的人口数量为366人。